# Goguryeo Hill
Der Goguryeo Hill ist ein 196 m hoher Hügel auf King George Island im Archipel der Südlichen Shetlandinseln. Auf der Barton-Halbinsel ragt er westsüdwestlich des Baekje Hill auf.
Südkoreanische Wissenschaftler benannten ihn nach Goguryeo, einem der Drei Reiche von Korea, das von 37 v. Chr. bis 668 n. Chr. existierte.